# NGC 7578B
NGC 7578B (другие обозначения — PGC 70934, NGC 7578-2, ZWG 454.24, UGC 12478, VV 181, MCG 3-59-25, ARP 170, HCG 94B, HCG 94A) — эллиптическая галактика (E1) в созвездии Пегас.
Этот объект не входит в число перечисленных в оригинальной редакции «Нового общего каталога» и был добавлен позднее.